# Międzyrzecz (gmina)
Międzyrzecz – gmina miejsko-wiejska w województwie lubuskim, w powiecie międzyrzeckim. Siedzibą jej władz jest miasto Międzyrzecz.
Gmina samorządowa w obecnym kształcie utworzona została na podstawie rozporządzenia Rady Ministrów z dnia 28 grudnia 1990 roku w sprawie połączenia niektórych miast i gmin, w których dotychczas działały wspólne organy (Dz.U. z 1991 r. nr 3, poz. 12) – z mocą obowiązującą od 1 lutego 1991 – na skutek połączenia miasta Międzyrzecz i gminy Międzyrzecz w jedną jednostkę samorządu terytorialnego [te dwie odrębne jednostki samorządowe funkcjonowały od 27 maja 1990 do 31 stycznia 1991, posiadając jednak wspólne organy władzy (zarząd z burmistrzem jako przewodniczącym oraz radę), a także wspólną administrację (Urząd Miasta i Gminy Międzyrzecz)]. Do końca 1998 r. gmina wchodziła w skład województwa gorzowskiego.

## Geografia

### Położenie

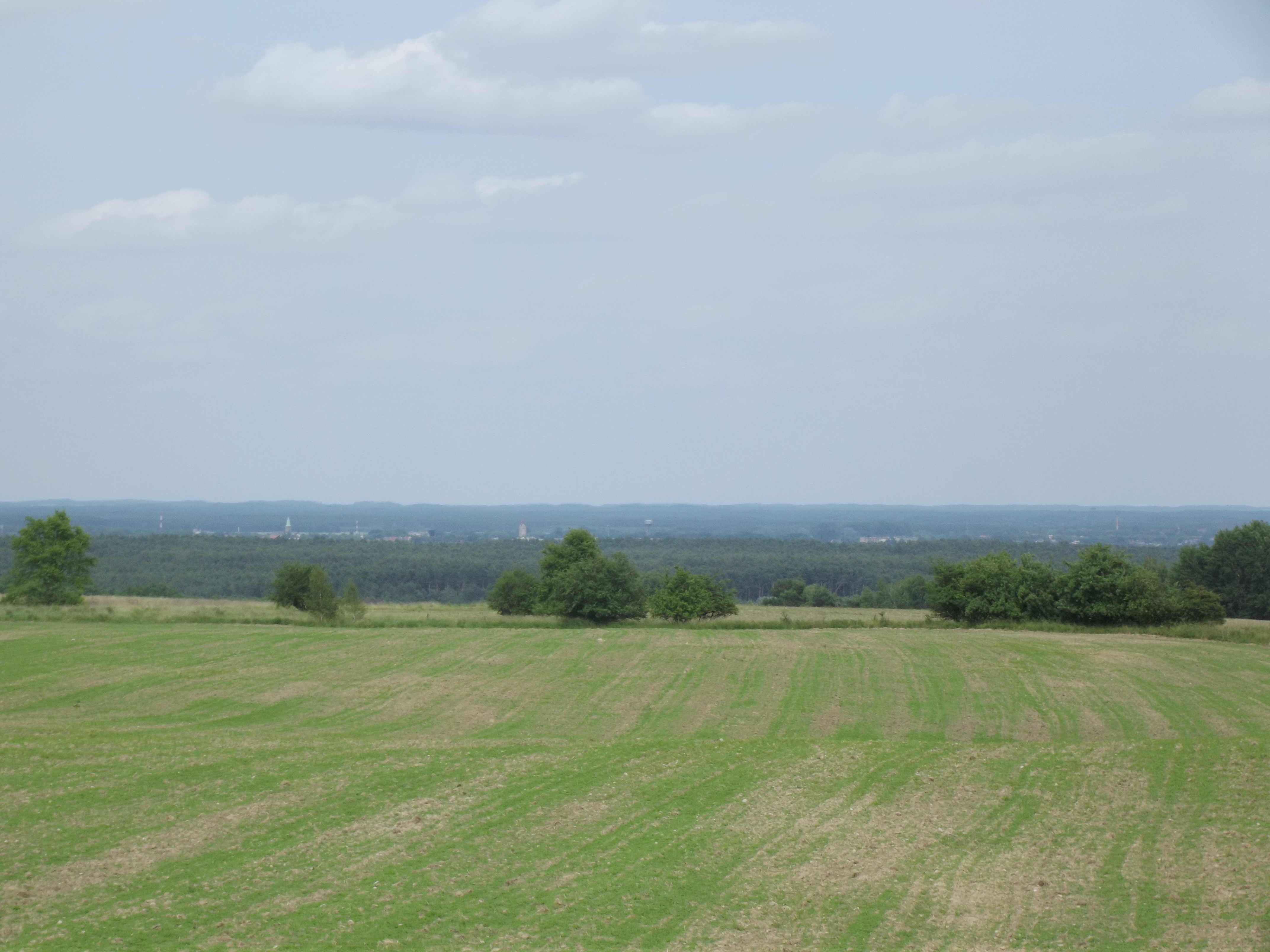
Widok na Międzyrzecz z najwyższego wzgórza na terenie gminy

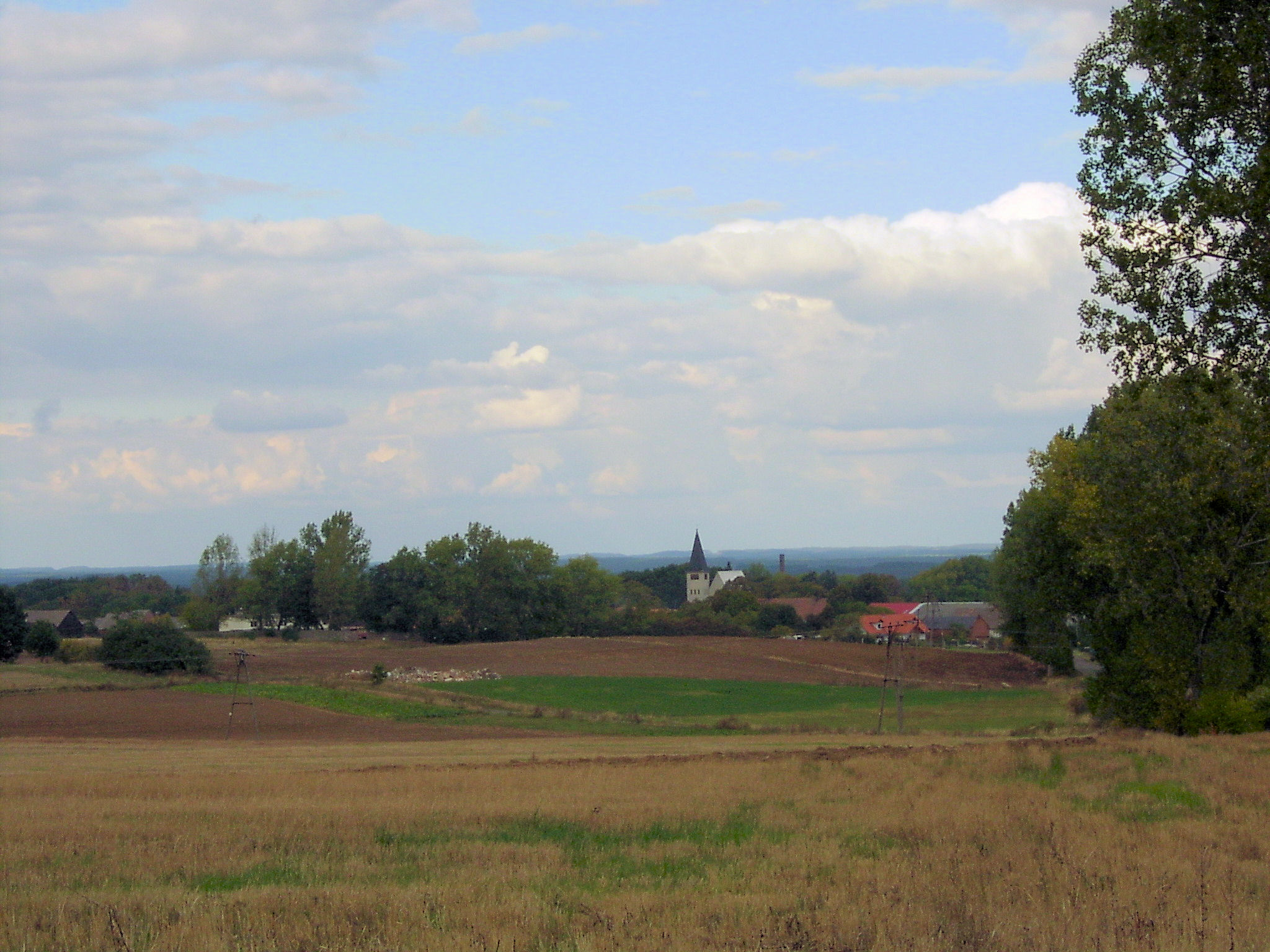
Wał Bukowiecki

Gmina Międzyrzecz zlokalizowana jest w północno-zachodniej części Niziny Wielkopolskiej i zachodnich krańcach Bruzdy Zbąszyńskiej. Jej obszar wchodzi w skład Pojezierza Lubuskiego.

Obszar gminy usytuowany jest na wysokości od 43,1 m n.p.m. (okolice wsi Gorzyca) do 137,6 m n.p.m. (okolice wsi Nietoperek), zajmując łączną powierzchnię 315,36 km² i będąc zamieszkiwanym przez 23 920 mieszkańców (stan na 31 grudnia 2022), co daje gęstość zaludnienia 76 osób/km².

Od północy gmina Międzyrzecz graniczy z gminą Przytoczna (na długości 7,5 km), od wschodu – z gminami Pszczew (17,5 km) i Trzciel (25,0 km), od południa – z gminami Świebodzin (9,8 km) i Lubrza (6 km), a od zachodu – z gminami Sulęcin (6,2 km) i Bledzew (22,3 km). Południowa granica gminy jest równocześnie granicą powiatów: międzyrzeckiego i świebodzińskiego oraz podregionów: gorzowskiego i zielonogórskiego (NUTS 3)

Maksymalna rozciągłość w osi północ-południe to 22 125 metrów.

Maksymalna rozciągłość w osi wschód-zachód to 26 625 metrów.

Stopień zalesienia 49,3% (jeden z najwyższych w Polsce) – przewaga lasów iglastych (głównie sosnowych) o niezwykle urozmaiconej florze i faunie.

### Klimat
Gmina należy do cieplejszych obszarów kraju. Średnia roczna temperatura dla Międzyrzecza wynosi 8 °C. Najchłodniejszym miesiącem jest styczeń a najcieplejszym lipiec (średnia od 17,4 do 17,6 °C)
Najwyższe wartości opadowe występują w południowej części gminy, na obszarze wysoczyzn (średnia roczna 575 mm), natomiast najniższe w dolinie Obry.
Dominującymi kierunkami wiatru są zachód, południowy zachód i północny zachód.

### Ochrona przyrody
Na obszarze gminy częściowo znajduje się rezerwat przyrody Nietoperek chroniący miejsca zimowania i rozrodu wielogatunkowej kolonii nietoperzy.

### Struktura powierzchni
- Użytki rolne: 37%
- Użytki leśne: 51%

Gmina stanowi 22,72% powierzchni powiatu.

### Sieć hydrograficzna
Na terenie gminy znajduje się ok. 50 naturalnych zbiorników wodnych, w tym 28 jezior o wielkości od 2 ha do 112 ha (największe – jezioro Głębokie), wszystkie z wodą I lub II klasy czystości.

Naturalne zbiorniki wodne – o powierzchni powyżej 2 hektarów – wraz z ich oficjalnymi nazwami (w kolejności alfabetycznej):
- Jezioro Bagno

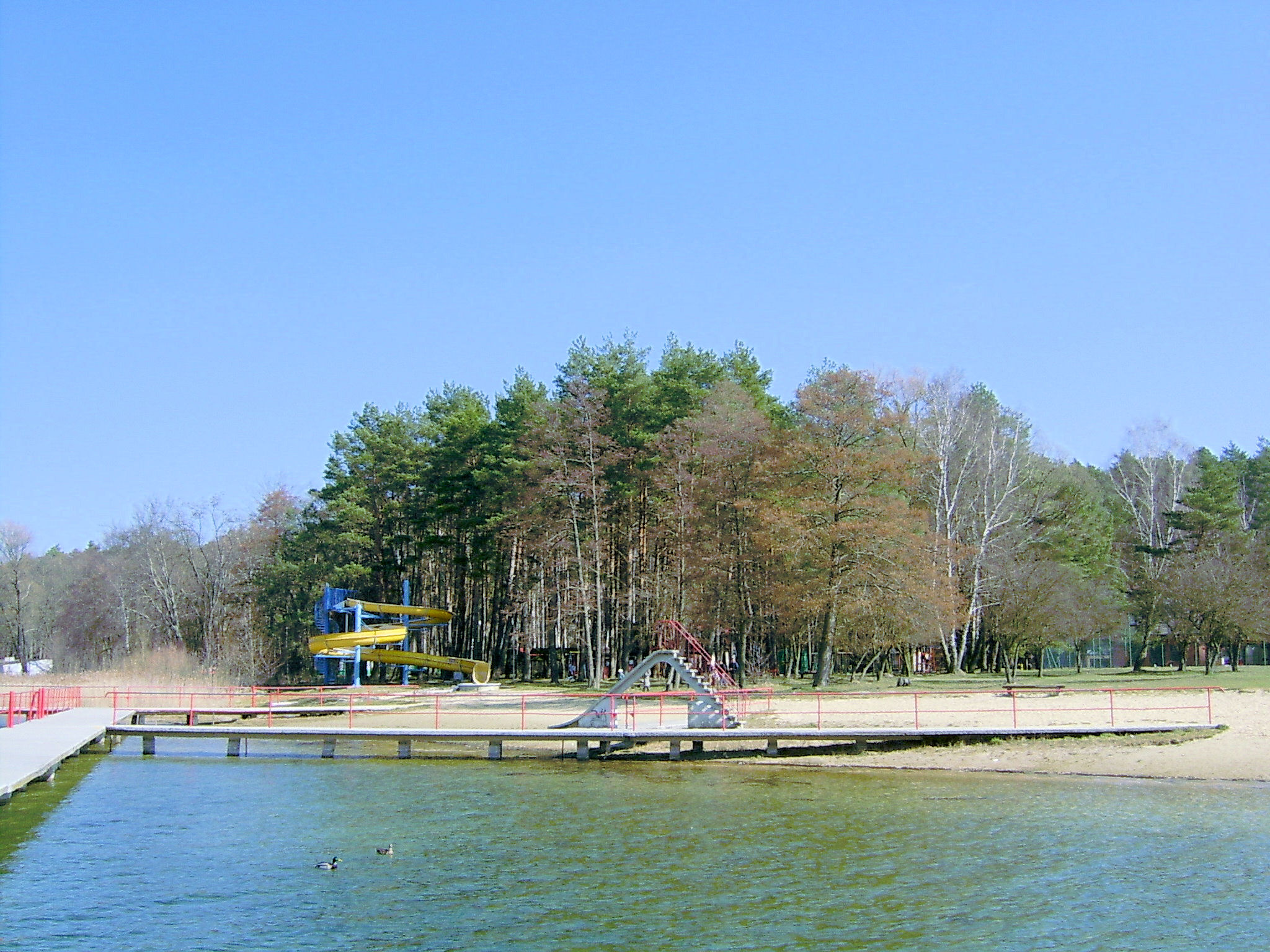
Jezioro Głębokie

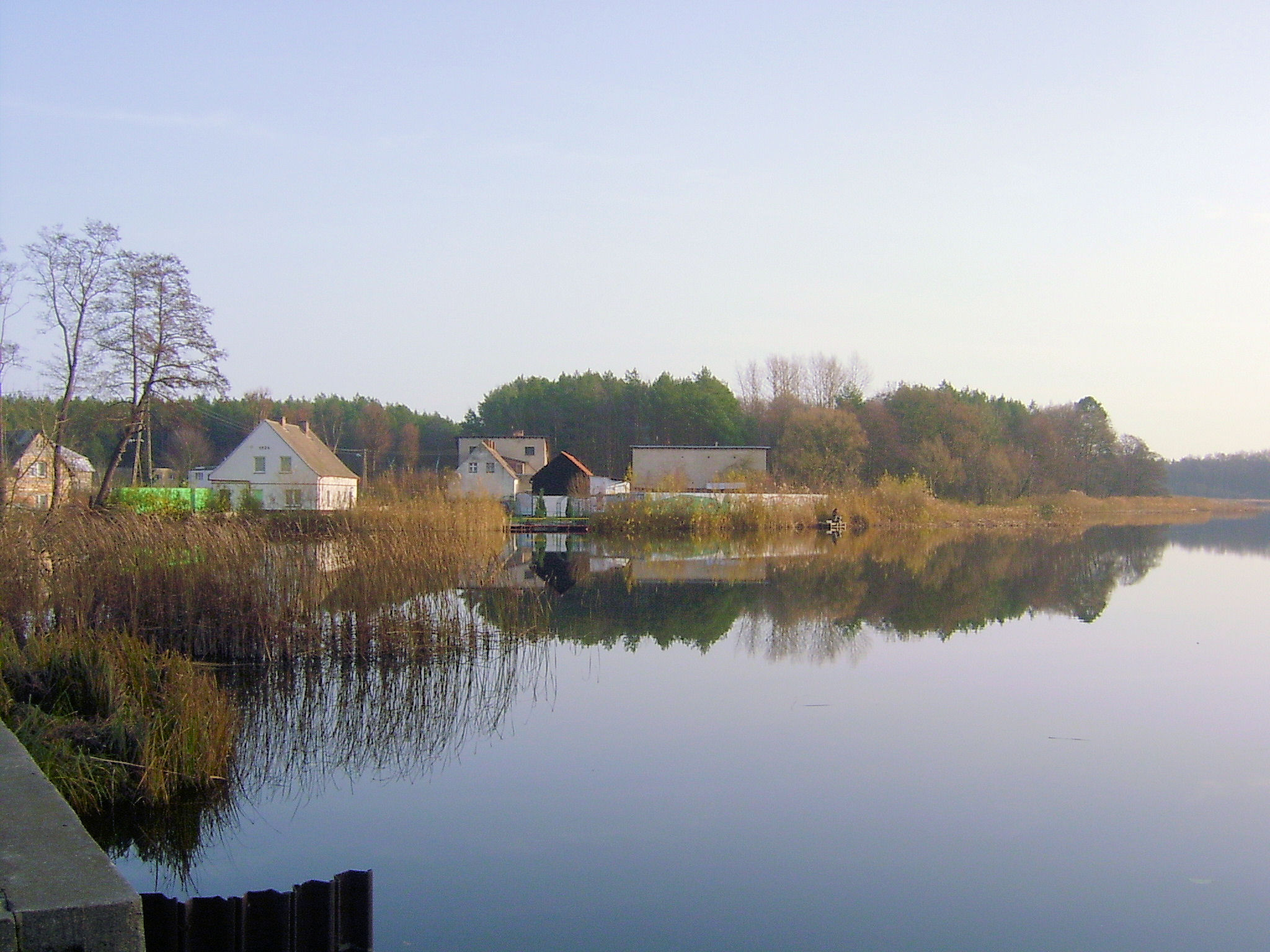
Jezioro Bukowieckie

- Jezioro Bobowickie (inna nazwa Jezioro Bobowicko)
- Jezioro Bukowieckie
- Jezioro Długie
- Jezioro Es
- Jezioro Głęboczek
- Jezioro Głębokie
- Jezioro Krzaczaste
- Jezioro Krzewie (inna nazwa Jezioro Kęszyckie)
- Jezioro Kursko
- Jezioro Nietopersko (inna nazwa Jezioro Nietoperek Lewy)
- Jezioro Oczko
- Jezioro Oko
- Jezioro Paklicko Małe
- Jezioro Pieski
- Jezioro Pieskie
- Jezioro Przednie (wchodzi w skład tzw. Jezior Zamkowych)
- Jezioro Rojewo
- Jezioro Rozdrożne (inna nazwa Jezioro Rozdroże)
- Jezioro Staw Kęszyca
- Jezioro Staw Skoki
- Jezioro Stoki (inna nazwa Jezioro Nietoperek Prawy)
- Jezioro Środkowe (wchodzi w skład tzw. Jezior Zamkowych)
- Jezioro Trzebisz
- Jezioro Tylne (wchodzi w skład tzw. Jezior Zamkowych)
- Jezioro Wyszanowskie
- Jezioro Zamostowe
- Jezioro Żółwino

Ponadto na terenie gminy Międzyrzecz znajduje się kilkanaście innych naturalnych zbiorników wodnych o powierzchni od 1 ha do 4 ha, nie posiadających oficjalnej nazwy.
Przez teren gminy Międzyrzecz przepływają trzy główne rzeki: Obra, Paklica oraz Jeziorna. Dodatkowo na terenie gminy znajdują się pomniejsze naturalne i sztuczne cieki wodne.

## Demografia
Według danych na 31 grudnia 2022 gminę zamieszkiwało 23 920 osób, co stanowi 42,80% ogółu ludności powiatu międzyrzeckiego. Gęstość zaludnienia – 76 osób/km². Stopień urbanizacji – 71,31%.
Liczba ludności (dane z 31 grudnia 2022):
|        | Ogółem | Ogółem | Kobiety | Kobiety | Mężczyźni | Mężczyźni |
| osób   | %      | osób   | %       | osób    | %         |           |
| ------ | ------ | ------ | ------- | ------- | --------- | --------- |
| Ogółem | 23 920 | 100    | 12 293  | 51,39   | 11 627    | 48,61     |
| Miasto | 17 057 | 71,31  | 8916    | 37,27   | 8141      | 34,03     |
| Wieś   | 6863   | 28,69  | 3377    | 14,12   | 3486      | 14,57     |

▶Wieś vs ▶miasto
Ogółem (▶k, ▶m)
Miasto (▶k, ▶m)
Wieś (▶k, ▶m)
Piramida wieku mieszkańców gminy Międzyrzecz w 2014 roku.

## Kultura i oświata

### Edukacja

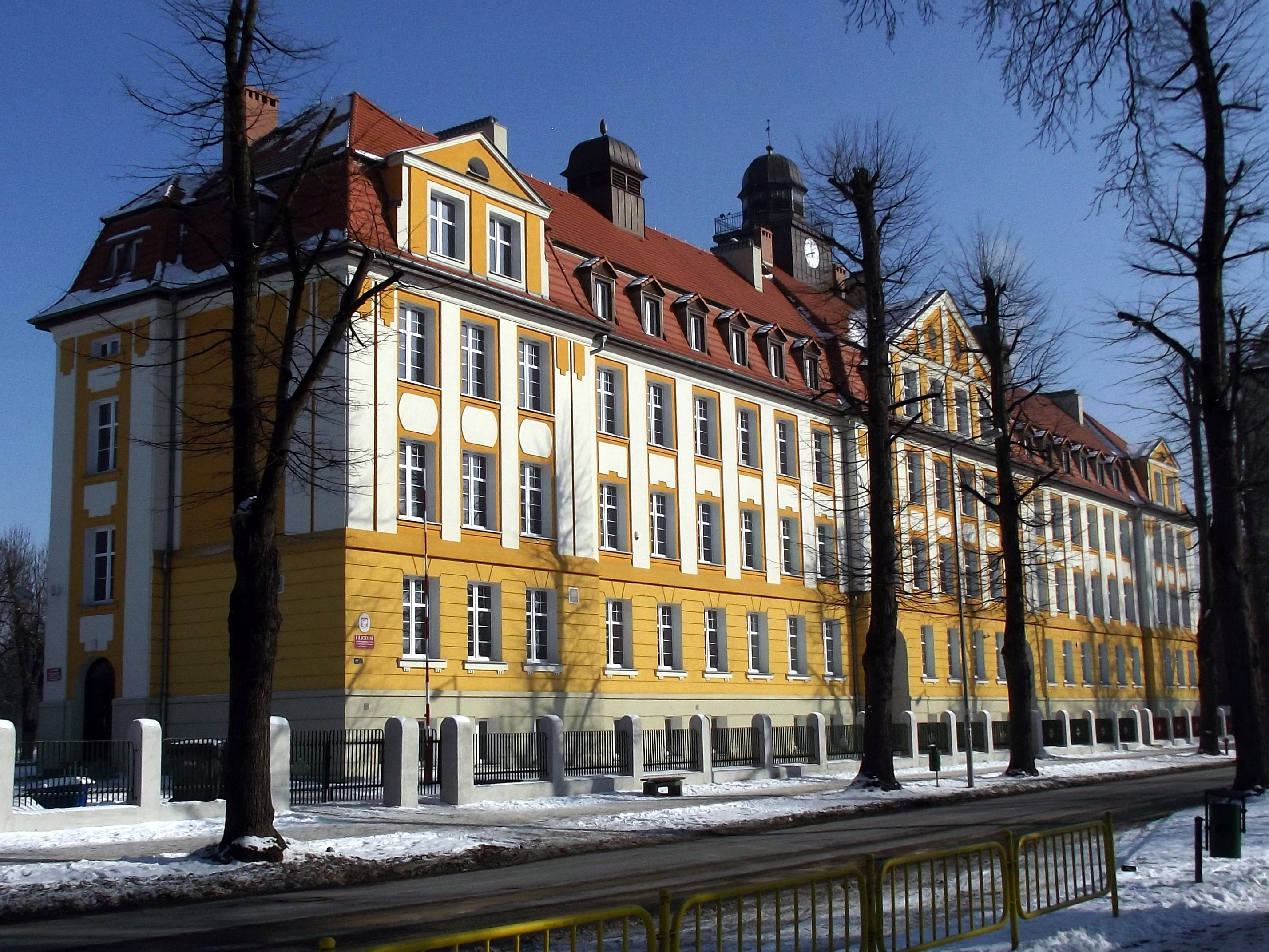
Budynek Liceum Ogólnokształcącego i SP nr 1.

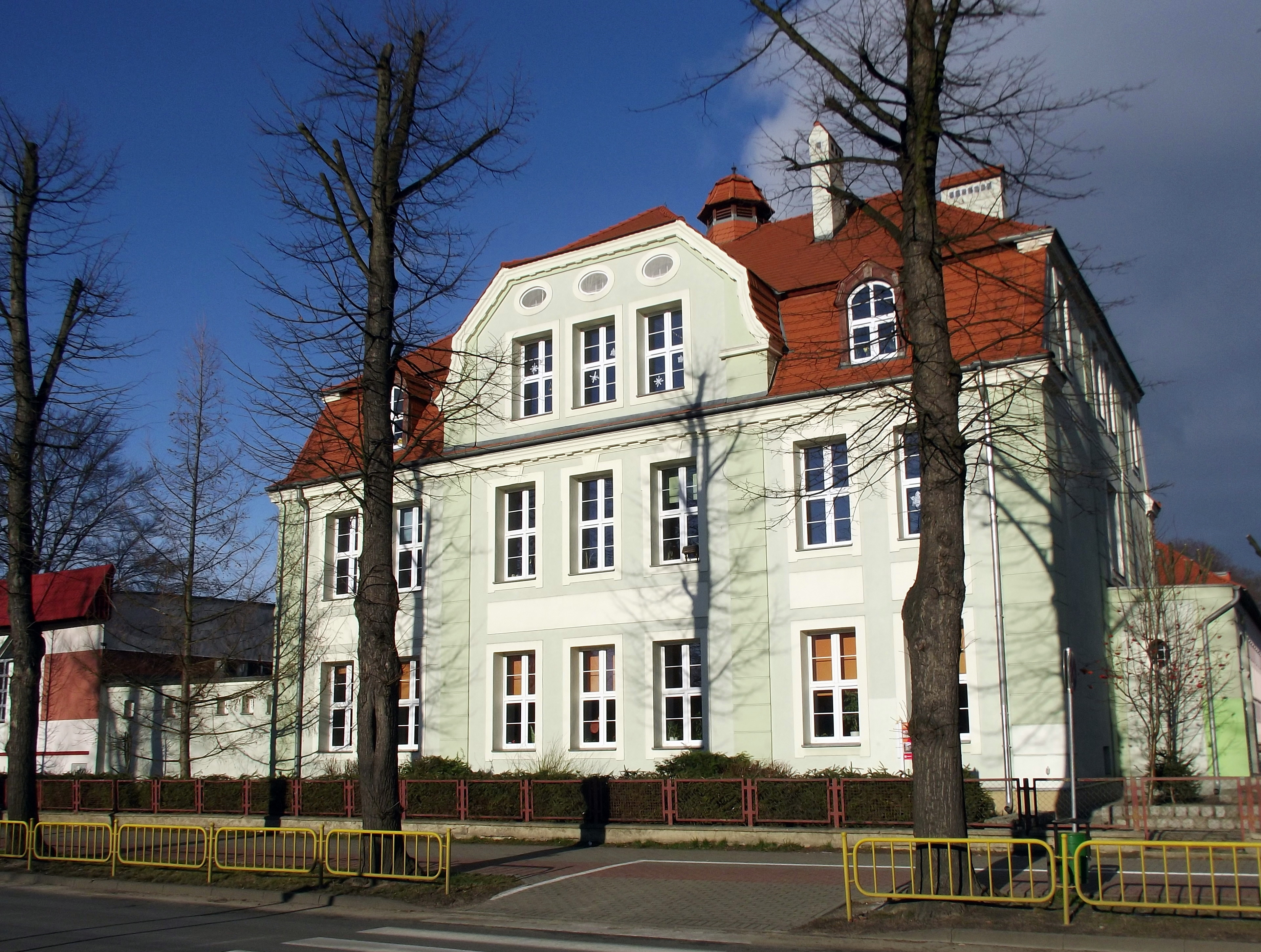
Budynek SP nr 2.

Na terenie gminy Międzyrzecz funkcjonują następujące jednostki oświatowe:
- Przedszkola i żłobki
  - Przedszkole nr 1 z Grupami Żłobkowymi „Pod Jarzębinką” w Międzyrzeczu (publiczne, gminne)
  - Przedszkole nr 3 w Międzyrzeczu (publiczne, gminne)
  - Przedszkole nr 4 „Bajkowa Kraina” w Międzyrzeczu (publiczne, gminne)
  - Przedszkole nr 6 im. Jana Brzechwy w Międzyrzeczu (publiczne, gminne)
  - Niepubliczne Przedszkole „Bajkowy Dworek” w Międzyrzeczu (prywatne)
  - Niepubliczne Przedszkole „Bajkowy Zakątek” w Międzyrzeczu (prywatne)
  - Niepubliczne Przedszkole „Bocianie Gniazdo” w Międzyrzeczu (prywatne)
  - Niepubliczne Przedszkole „Jutrzenka” w Międzyrzeczu (prywatne)
  - Niepubliczne Przedszkole Językowe „Tęczowa Akademia” w Międzyrzeczu (prywatne)
  - Niepubliczny Żłobek „Wyspa Szkrabów” w Międzyrzeczu (prywatny)
- Szkoły podstawowe
  - Szkoła Podstawowa nr 1 z Oddziałami Sportowymi w Międzyrzeczu
  - Szkoła Podstawowa nr 2 im. Szarych Szeregów w Międzyrzeczu
  - Szkoła Podstawowa nr 3 im. Powstańców Wielkopolskich w Międzyrzeczu
  - Szkoła Podstawowa nr 4 w Międzyrzeczu (wraz z oddziałami przedszkolnymi)
  - Szkoła Podstawowa nr 6 w Międzyrzeczu
  - Specjalny Ośrodek Szkolno-Wychowawczy im. Marii Konopnickiej w Międzyrzeczu
  - Szkoła Podstawowa w Bukowcu
  - Szkoła Podstawowa w Kaławie
- Szkoły średnie
  - Liceum Ogólnokształcące im. Heliodora Święcickiego w Międzyrzeczu
  - Centrum Kształcenia Zawodowego i Ustawicznego w Międzyrzeczu
    - Technikum nr 1 im. Stanisława Staszica w Międzyrzeczu
    - Technikum nr 2 im. gen. Augusta Emila Fieldorfa „Nila” w Międzyrzeczu
    - Zasadnicza Szkoła Zawodowa im. gen. Augusta Emila Fieldorfa „Nila” w Międzyrzeczu

  - Zespół Szkół Centrum Kształcenia Rolniczego im. Zesłańców Sybiru w Bobowicku
- Państwowa Szkoła Muzyczna I stopnia w Międzyrzeczu
- Zakład Doskonalenia Zawodowego w Międzyrzeczu (w tym Ośrodek Kształcenia Zawodowego w Międzyrzeczu)
- Ośrodek Szkolenia i Wychowania OHP w Międzyrzeczu

### Sport
Na terenie gminy znajduje się baza sportowa zarówno w Międzyrzeczu, jak i rozbudowywana w pozostałych miejscowościach.
- Stadion Miejski w Międzyrzeczu – kompleks obiektów sportowych przy ulicy Mieczysława Mikuły 1
- Hala Widowiskowo-Sportowa – hala na Osiedlu Kasztelańskim 8 A, otwarta 25 czerwca 1999 (z boiskami do wszystkich gier halowych)
- Pływalnia Miejska Kasztelanka – kompleks krytych basenów na Osiedlu Kasztelańskim 8 B, otwarty 5 grudnia 2009 (w tym basen 25-metrowy)
- Stadion Sportowy Zdrowie w Obrzycach – kompleks obiektów sportowych przy ulicy Poznańskiej 109

W 2012 r. oddano do użytku nowoczesne boiska wielofunkcyjne w Bukowcu, Kalsku i Kęszycy Leśnej.

### Kultura
Dostęp do kultury zapewnia Międzyrzecki Ośrodek Kultury z Kinem 3D Świt, Domem kultury oraz Biblioteką Publiczną z filiami w:
- Kaławie
- Kursku
- Bukowcu
- Bobowicku

## Administracja

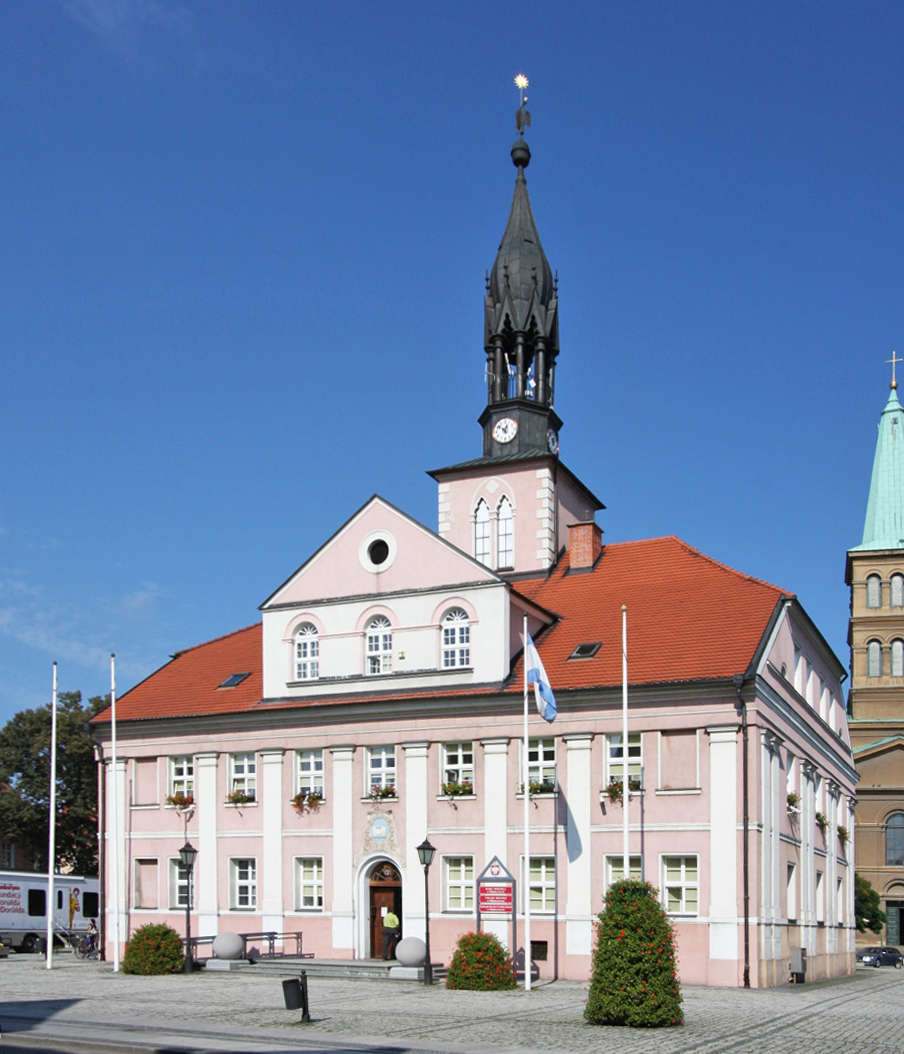
Ratusz – siedziba władz miasta i gminy.

Obecnie w skład gminy wchodzi miasto Międzyrzecz wraz z 40 innymi skupiskami ludności, rozlokowanymi w 18 sołectwach.

### Sołectwa i skupiska ludności
- Sołectwo Bobowicko:
  - Bobowicko (wieś)
  - Karolewo (przysiółek)
- Sołectwo Bukowiec:
  - Bukowiec (wieś)
  - Czarny Bocian (leśniczówka)
- Sołectwo Gorzyca:
  - Gorzyca (wieś)
  - Zamostowo – dawniej Ziemsko (przysiółek)
- Sołectwo Jagielnik:
  - Jagielnik (osada)
- Sołectwo Kalsko:
  - Brzozowy Ług (przysiółek)
  - Jeleniegłowy (osada)
  - Kalsko (wieś)
  - Żółwin (kolonia wsi)
  - Kwiecie (przysiółek)
  - Lubosinek (osada)
  - Porąbka (leśniczówka)
  - Rojewo (wieś)
- Sołectwo Kaława:
  - Kaława (wieś)
- Sołectwo Kęszyca Leśna:
  - Kęszyca Leśna (wieś)
- Sołectwo Kuligowo:
  - Kuligowo (wieś)
  - Marianowo – dawniej Gumniska (przysiółek)
  - Leśniczówka Kuligowo (leśniczówka)
- Sołectwo Kursko:
  - Kursko (wieś) z 2 częściami: Kursko Stare i Kursko Nowe
- Sołectwo Kuźnik:
  - Kuźnik (wieś)
  - Łęgowskie (osada)
  - Międzyrzecz-Wybudowanie (osiedle)
  - Skoki (przysiółek)
- Sołectwo Nietoperek:
  - Kęszyca (wieś)
  - Nietoperek (kolonia)
  - Leśniczówka Nietoperek
  - Nietoperek (wieś)
- Sołectwo Pieski:
  - Pieski (wieś)
- Sołectwo Pniewo:
  - Pniewo (osada)
- Sołectwo Szumiąca:
  - Szumiąca (wieś)
- Sołectwo Święty Wojciech:
  - Głębokie (kolonia)
  - Kęszyca-Kolonia (przysiółek)
  - Święty Wojciech (wieś)
  - Wojciechów (przysiółek)
- Sołectwo Wysoka:
  - Wysoka (wieś)
- Sołectwo Wyszanowo:
  - Wyszanowo (wieś)
- Sołectwo Żółwin:
  - Żółwin (wieś)

Miejscowości zniesione: Kaławka, Pieski (leśniczówka).

## Dotychczasowi burmistrzowie
Zestawienie obejmuje okres od utworzenia nowoczesnego samorządu w Polsce (w 1990 r.).
- 1 kadencja (od 1990 do 1994) – Eugeniusz Ziarkowski
- 2 kadencja (od 1994 do 1998) – Władysław Kubiak
- 3 kadencja (od 1998 do 2002) – Władysław Kubiak
- 4 kadencja (od 2002 do 2006) – Tadeusz Dubicki
- 5 kadencja (od 2006 do 2009) – Tadeusz Dubicki
- 6 kadencja (od 2010 do 2014) – Tadeusz Dubicki
- 7 kadencja (od 2014 do 2018) – Remigiusz Lorenz
- 8 kadencja (od 2018 do 2024) – Remigiusz Lorenz
- 9 kadencja (od 2024 do 2029) - Remigiusz Lorenz[9]

## Współpraca międzynarodowa
Po transformacji systemowej władze Międzyrzecza nawiązały współpracę z sześcioma jednostkami samorządowymi z państw zachodnich (kolejność alfabetyczna):
- Andrésy – od 1997 (nieoficjalnie), od 8 października 2005 (oficjalnie)
- Bad Freienwalde – od 4 maja 2001
- Berlin-Wilmersdorf – od 23 października 1993
- Halderberge – od 1988 (tylko nieoficjalnie)
- Haren (Ems) – od 24 października 1991
- Vlagtwedde – od 24 października 1991

Realizacją porozumień kieruje Stowarzyszenie „Kontakt” (utworzone 21 października 1991) oraz właściwy wydział Urzędu Miejskiego.

## Komunikacja
Transport kolejowy

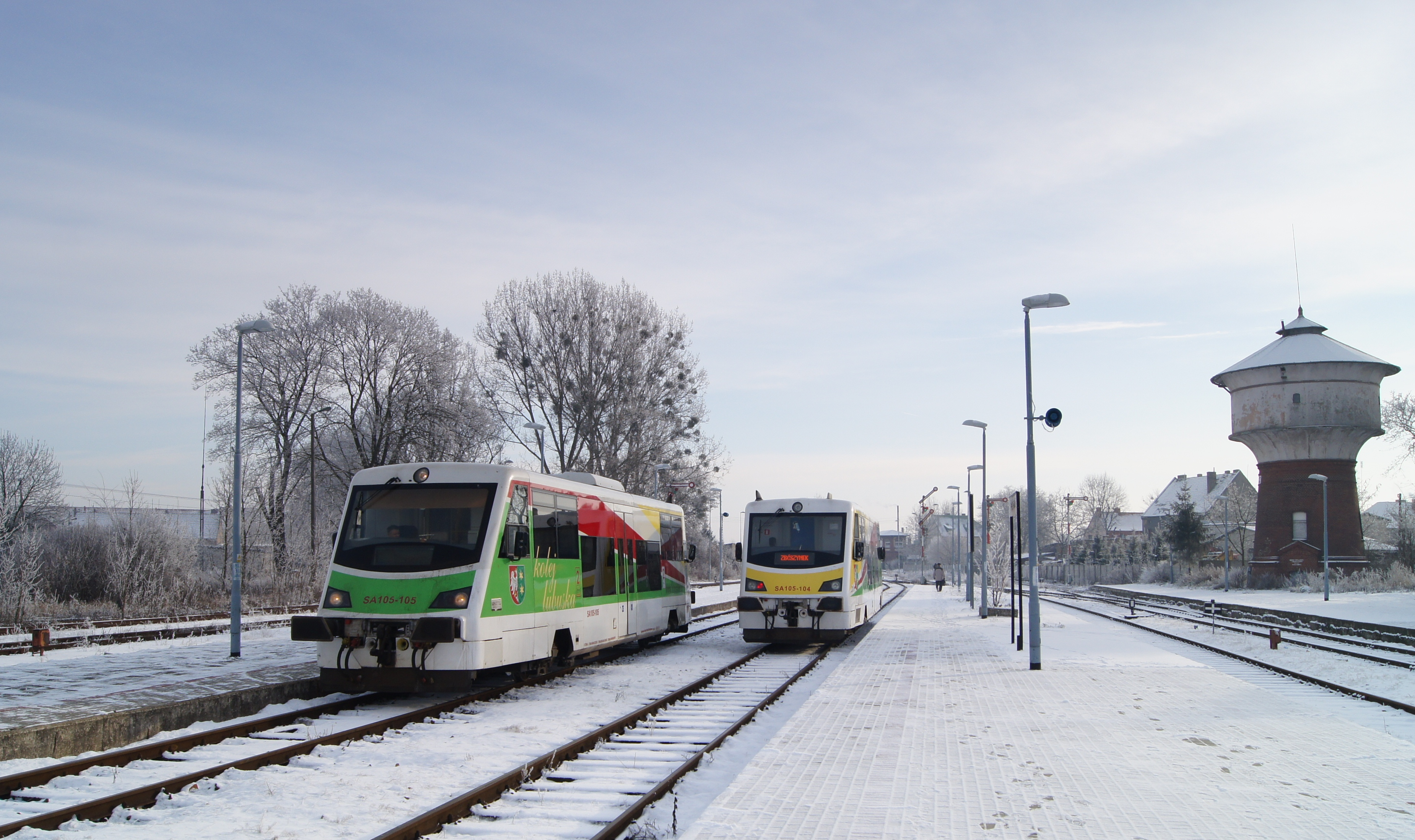
SA105-104 i SA105-105 na stacji w Międzyrzeczu

W 1885 r. w Międzyrzeczu wybudowano dworzec kolejowy i miasto stało się węzłem kolejowym, bowiem przebiegały przez nie 3 linie kolejowe, obsługujące ruch pasażerski oraz towarowy:
- Linia kolejowa nr 367 relacji Zbąszynek – Gorzów Wielkopolski (ruch pasażerski i towarowy);
- Linia kolejowa nr 364 relacji Wierzbno – Rzepin (sporadyczny ruch towarowy);
- Linia kolejowa nr 375 relacji Międzyrzecz – Toporów (ruch specjalny – wojskowy).

Stację kolejową w Międzyrzeczu oddano do użytku w 1885 roku wraz z linią kolejową relacji Zbąszynek – Gorzów Wielkopolski (główną i najstarszą magistralą kolejową w okolicy), a po wybudowaniu dwóch kolejnych linii stała się ona stacją węzłową. Ponadto na terenie gminy funkcjonują obecnie jeszcze dwa przystanki kolejowe: Bukowiec Międzyrzecki i Głębokie Międzyrzeckie (obydwa na linii nr 367).
Od lat 90. XX wieku ruch pasażerski odbywa się tylko na jednej linii (nr 367), zaś pozostałe dwie linie obsługują wyłącznie ruch towarowy oraz specjalny (wojskowy). W związku z tym nieczynne są następujące przystanki kolejowe: Bobowicko, Międzyrzecz UMiG (bocznica szlakowa), Międzyrzecz Suszarnia (bocznica szlakowa), Gorzyca Wielkopolska, Kursko, Nietoperek i Kaława.
Dawniej, przez teren gminy przebiegały jeszcze dwie linie kolejowe: 7008 Staropole – Kursko (zamknięta w 1945 r., a rozebrana przed 1980 r.) i jej odgałęzienie 7009 Kęszyca Leśna – Kęszyca (rozebrana tuż po II wojnie światowej). Obydwie były normalnotorowymi liniami towarowymi i wojskowymi, a na ich trasie znajdowały się stacje towarowe: Kęszyca Leśna i Kęszyca.
Od 1925 r. do dziś główną i największą stacją kolejową w okolicy Międzyrzecza jest Zbąszynek (poprzez nią możliwa jest komunikacja kolejowa z resztą Polski i zagranicą).
Transport drogowy
Dwie główne drogi przebiegające przez teren gminy to: droga ekspresowa S3, stanowiąca jednocześnie fragment międzynarodowej trasy E65, leżącej w transeuropejskim korytarzu transportowym (w granicach gminy zlokalizowane są trzy węzły drogowe: Międzyrzecz Północ, Międzyrzecz Zachód i Międzyrzecz Południe) oraz droga wojewódzka nr 137 relacji Słubice – Trzciel.
7 kilometrów na południe od granicy gminy – na przecięciu autostrady A2 z drogą ekspresową S3 – znajduje się węzeł drogowy Jordanowo.
Od sierpnia 2013 r. główną drogą gminną na terenie gminy Międzyrzecz pozostaje dawna droga krajowa nr 3.
Sieć dróg publicznych:
- Droga krajowa (droga ekspresowa S3) – długość: 18,8 km
- Droga wojewódzka (droga wojewódzka nr 137) – długość: 20,2 km
- Drogi gminne – długość całkowita: 125,2 km (25,5 km – drogi miejskie w granicach Międzyrzecza i 99,7 km – drogi zamiejskie)

## Sąsiednie gminy
Bledzew, Lubrza, Przytoczna, Pszczew, Sulęcin, Świebodzin, Trzciel